# Ингем (округ)
И́нгем (англ. Ingham County) — округ в штате Мичиган, США. Официально образован 29 октября 1829 года. По состоянию на 2010 год, численность населения составляла 280 895 человек.

## География
По данным Бюро переписи США, общая площадь округа равняется 1 452,991 км2, из которых 1 440,041 км2 суша и 11,914 км2 или 0,800 % это водоёмы.

## Население
По данным переписи населения 2010 года в округе проживает 280 895 жителей в составе 111 162 домашних хозяйств и 62 674 семей. Плотность населения составляет 193,90 человек на км2. На территории округа насчитывается 121 281 жилых строений, при плотности застройки около 83,70 строений на км2. Расовый состав населения: белые — 76,20 %, афроамериканцы — 11,80 %, коренные американцы (индейцы) — 0,60 %, азиаты — 5,20 %, гавайцы — 0,04 %, представители других рас — 2,30 %, представители двух или более рас — 4,00 %. Испаноязычные составляли 7,83 % населения независимо от расы.
В составе 108 593,00 % из общего числа домашних хозяйств проживают дети в возрасте до 18 лет, 18,00 % домашних хозяйств представляют собой супружеские пары проживающие вместе, 43,00 % домашних хозяйств представляют собой одиноких женщин без супруга, 12,10 % домашних хозяйств не имеют отношения к семьям, 30,20 % домашних хозяйств состоят из одного человека, 7,70 % домашних хозяйств состоят из престарелых (65 лет и старше), проживающих в одиночестве. Средний размер домашнего хозяйства составляет 2,42 человека, и средний размер семьи 3,04 человека.
Возрастной состав округа: 23,40 % моложе 18 лет, 18,50 % от 18 до 24, 28,60 % от 25 до 44, 20,10 % от 45 до 64 и 20,10 % от 65 и старше. Средний возраст жителя округа 30 лет. На каждые 100 женщин приходится 93,30 мужчин. На каждые 100 женщин старше 18 лет приходится 90,10 мужчин.
Средний доход на домохозяйство в округе составлял 40 774 USD, на семью — 53 063 USD. Среднестатистический заработок мужчины был 40 335 USD против 30 178 USD для женщины. Доход на душу населения составлял 21 079 USD. Около 8,30 % семей и 14,60 % общего населения находились ниже черты бедности, в том числе — 14,60 % молодежи (тех, кому ещё не исполнилось 18 лет) и 6,60 % тех, кому было уже больше 65 лет.